# Avellopsis capensis
Avellopsis capensis is een spinnensoort in de taxonomische indeling van de Deinopidae.
Het dier behoort tot het geslacht Avellopsis. De wetenschappelijke naam van de soort werd voor het eerst geldig gepubliceerd in 1904 door Purcell.